# Centro Lusitano de Unificação Cultural
O Centro Lusitano de Unificação Cultural é uma organização não governamental sem fins lucrativos portuguesa, dedicada em discutir, estabelecer e promover bases do conceito de matriz esotérica Biosofia.
Atual presidente do Centro Lusitano de Unificação Cultural, que foi fundado em 1988 (sede em Lisboa), é José Manuel Anacleto.

## Atuação
O Centro Lusitano de Unificação Cultural desenvolve um conceito de cultura integral, holística, a partir de uma base de Filosofia Ocultista, predominantemente teosófica.
O centro publicou mais de 40 livros em Português, parte deles traduzidos e editados em Espanhol, Inglês, Francês e Russo, e edita trimestralmente a revista “Biosofia”. Nela se tratam temas de - entre outros - esoterismo, filosofia, psicologia, intervenção cívica, ciência  e história, mitologia, espiritualidades do mundo, etc.
Durante anos o centro realizou o Ritual do Plenilúnio de Junho, uma espécie de representação simbólica dos Mistérios, num conceito de arte integrada. Nos últimos anos, os participantes ascenderam a dois milhares, provenientes de vários países, embora, naturalmente, com predominância de Portugueses.
O centro organiza cursos, seminários, conferências e congressos no âmbito do ocultismo, da teosofia e de algumas correntes filosóficas, religiosas e de tradições espirituais e da cultura em geral, quase sempre com bastante participação.